# Santa Sofia, Emilia–Romagna
Santa Sofia este o comună din provincia Forlì-Cesena, Italia. În 2011 avea o populație de 4196 de locuitori.

## Demografie
Santa Sofia - evoluția demografică

|  | Graficele sunt indisponibile din cauza unor probleme tehnice. Mai multe informații se găsesc la Phabricator și la wiki-ul MediaWiki. |

Date: Recensăminte sau birourile de statistică - grafică realizată de Wikipedia

## Personalități născute aici
- Pascal al II-lea (1050 - 1118), papă.